# Радіостанції Молдови

## Історія радіомовлення

### 1940-і роки
У 1948 році здано костюженскій об'єкт (м. Кодру). Запущено 100 кВт-передавач.

### 1970-і роки
У 1970-х в Кагулі звели 77 метровий Шпренгель (СВ-щоглу) і здали в експлуатацію радіомовну станцію. В технічній будівлі змонтували один Полукомплект радіопередавача Tesla SRV2x20 (20кВт). Другий Полукомплект встановили в Едінцах. До речі, таке ж обладнання змонтували в Ізмаїлі.

### 1990-і роки
17 травня 1997 Радіо Молдова почали ретранслювати в Чимішлія на частоті 103,5 МГц. Для цього використовувався передавач «Gates FM-5G» американської фірми «Harris». Після настройки вдалося видати в ефір 3 кВт потужності. За фактом же, передавач П'ятикіловатний.

### Після 2000 року
- 15 липня 2002 року в Чадир-Лунга змонтований передавач для мовлення «Радіо Гагаузія» на 104,6 FM. Офіційне мовлення запущено в середині 2003 року.
- 1 грудня 2008 р. офіційно запущено мовлення радіостанції «Radio-10», якимось чином пов'язана з партією ХДНП. Позивні станції зазвучали в Дрокія, Унгенах і Кагулі. Сигнал радіостанції підняли на супутник Тор-3, 1 гр з.д. до складу пакета «Focus Sat Moldova».
- 4 грудня 2008 р. запущено тестове мовлення радіостанції «Love Radio» («Nova Casa» SRL) на Страшенській частоті 102,3 МГц, на якій до літа 2008 г довгий час вела мовлення «Antena C».
- 19 грудня 2008 р. в Кишиневі запущено тестове мовлення «CityFM» на 89,6 FM, а 24 грудня 2008 року в повинні були офіційно запустити трансляцію. Це 2-й місто після Бельц, де повинна віщати ця станція. Але, як раз 24 грудня мовлення не велося. 12 січня 2009 мовлення відновлено.

## FM радіостанції
- Radio «Moldova 1»
- Radio «Vocea Basarabiei»
- Радіо «Radio21»
- Радіо «ProFM»
- Радіо «KissFM»
- Радіо «Europa Libera»
- Радіо «Radio Nova»
- Радіо «MaestroFM»
- Радіо «Antena-C»
- Радіо «Ретро Молдова»
- Радіо «Micul Samaritean»
- Радіо «City Radio»
- Радіо «Шансон»
- Радіо «Fresh FM»
- Радіо «Радіо7»
- Радіо «Мегаполіс»
- Радіо «Русское Радио»
- Радіо «NOROC»
- Радіо «Хіт FM»
- Радіо «BBC»
- Радіо «Срібний дощ»